# Tolonus elongatus
Tolonus elongatus là một loài tò vò trong họ Ichneumonidae.